# Paulus Morsheusser
Paulus Morsheusser var en tysk militäringenjör.
Morsheusser gick under Trettioåriga kriget i svensk tjänst samt ledde 1632–1633 Mainz förstärkande och byggandet av Gustafsburg. Som generalkvartermästare vid Gustaf Horns armé deltog han i slaget vid Nördlingen (1634), men synes efter detta ha lämnat den svenska tjänsten. 